# Susann de Luca
Susann de Luca (* 20. Januar 1978 in Magdeburg) ist eine Radio- und Fernsehmoderatorin, Sprecherin und Journalistin.

## Leben
Susann de Luca begann ihre berufliche Laufbahn 1996 in der Redaktion der Landeswelle Thüringen. Schon nach kurzer Zeit wurde ihr die Leitung eines Außen- und Regionalstudios übertragen. Seit 1999 wirkt Susann de Luca zusätzlich als Live-Moderatorin von Talks und Talkduellen, Galaveranstaltungen, Messen und Musicals, wie dem Musical-Theater Bremen. Hierbei arbeitete sie zusammen mit so unterschiedlichen Charakteren wie dem Altkanzler Gerhard Schröder, Björn Engholm, Bundesministerin Ursula von der Leyen und Comedian Thomas Hermanns.
De Luca war in Bundestagswahlkampfveranstaltungen für den FDP-Bundesvorsitzenden und zukünftigen deutschen Außenminister Guido Westerwelle, den langjährigen thüringischen Ministerpräsident Dieter Althaus und andere führende Politiker Deutschlands tätig. Verschiedene Außenveranstaltungen moderiert sie für den Mitteldeutschen Rundfunk vor zeitweise mehr als 5.000 Menschen, so auch im Vorfeld der Fußball-Weltmeisterschaft in Deutschland.
Als Stationvoice des MDR 1 Radio Thüringen ist sie seit 2003 täglich zu hören und seit 2004 als verantwortliche Chefredakteurin der Familienmagazine KIDS und Co auch zu lesen.
Im Rahmen der VW-Fox-Tour 2004 durch mehrere europäische Hauptstädte realisierte Susann de Luca einen langgehegten Traum und produzierte nach eigener Idee den prämierten Kurzfilm Die Lautlosen, in dem sie selbst spielte und sprach.
Susann de Luca verfügt über eine klassische Ballettausbildung.